# متواری
متواری (انگلیسی: On the Loose) یک فیلم کوتاه کمدی به کارگردانی و تهیه‌کنندگی هال روچ است که در سال ۱۹۳۱ منتشر شد و لورل و هاردی در آن حضوری افتخاری دارند.

## بازیگران
- زیسو پیتس
- تلما تاد
- جان لودر
- کلود الیستر
- بیلی گیلبرت
- جک هیل
- اِستل اِتر
- استن لورل (حضور افتخاری)
- اولیور هاردی (حضور افتخاری)